# Fridrich II. Hornolotrinský
Fridrich II. Hornolotrinský (995 – 1026) byl synem Dětřicha I. Lotrinského a Richildy, dcery Folmara III. z Bliesgau; od roku 1019 hrabětem z Baru a lotrinským vévodou jako spoluvládce svého otce.
Po smrti císaře Jindřicha II. v roce 1024 se přidal k revoltě proti novému králi Konrádovi. Brzy však s králem uzavřeli mír. Fridrich brzy nato zemřel.
Oženil se s Matyldou Švábskou, dcerou Heřmana II. Švábského a švagrovou krále Konráda. Měli spolu tři děti:
- Žofie Barská
- Fridrich III. Hornolotrinský
- Beatrix Barská